# Kurt Vonnegut
Kurt Vonnegut, Jr. [vo.nə.gət], (11. listopadu 1922, Indianapolis – 11. dubna 2007, New York) byl americký spisovatel, známý zejména díky knihám jako Jatka č. 5 (1969), Kolíbka (1963) nebo Snídaně šampiónů (1973), v nichž dokázal mísit prvky satiry, černého humoru a science fiction.

## Život

### Raná léta
Kurt Vonnegut se narodil v Indianapolisu 11. listopadu 1922 (americký Den veteránů) do čtvrté generace německých přistěhovalců jako syn a vnuk indianapoliských architektů firmy Vonnegut & Bohn. Během studia na Shortridgeské střední škole v Indianapolisu se Vonnegut stal editorem The Daily Echo, vůbec prvního středoškolského deníku v Americe. V letech 1941 až 1942 studoval biochemii na Cornellově univerzitě. Stejně jako jeho otec se stal členem spolku Delta Upsilon. Působil také jako editor studentských novin The Cornell Daily Sun. Vonnegut v té době nastoupil do armády, která ho poté poslala studovat strojní inženýrství na Carnegieho technický institut a na univerzitu v Tennessee. 14. května 1944, na Den matek, spáchala jeho matka Edith S. (Lieber) Vonnegutová sebevraždu.

### Druhá světová válka
Vonnegutovy zážitky z války, kterou prožil nejprve jako voják a poté jako válečný zajatec, měly zásadní vliv na jeho pozdější tvorbu. V zimě roku 1944 se během ofenzívy v Ardenách jako desátník 106. pěší divize ocitnul odříznut od zbytku jednotky, až ho 14. prosince, po několikadenním bloudění za nepřátelskou linií, zajaly jednotky Wehrmachtu a převezly do Drážďan, kde se stal svědkem ničivého bombardování města. Vonnegut byl jedním ze sedmi amerických válečných zajatců, kteří bombardování přežili v podzemním krytu místních jatek. Jatka za války sloužila jako zajatecký tábor. Administrativní budova tohoto tábora měla adresu Schlachthof Fünf (Jatka č. 5), tento název pak vězni používali pro celý tábor. „Naprostá destrukce,“ vzpomínal Vonnegut, „nesmírné krveprolití.“ Od Němců dostal za úkol nosit těla do masových hrobů. „K pohřbení tam ale bylo až příliš mnoho těl. Nacisti tam proto namísto toho poslali jednotky s plamenomety. Ostatky všech těch civilistů byly spáleny na popel.“ Tato zkušenost tvoří jádro jedné z jeho nejznámějších knih, Jatek č. 5, a je námětem nejméně šesti dalších.
Vonneguta osvobodily jednotky Rudé armády v květnu 1945. Po návratu do Ameriky byl vyznamenán Purpurovým srdcem za „směšně zanedbatelné zranění“, jak sám řekl.  V Časotřesení později napsal, že dostal řád za omrzliny.

### Poválečné období
Po válce Vonnegut studoval antropologii na univerzitě v Chicagu. Pracoval také jako policejní zpravodaj pro City News Bureau of Chicago. V Tabatěrce z Bagomba Vonnegut píše, že univerzita odmítla jeho diplomovou práci o nezbytnosti výzkumu podobností mezi kubistickými malíři a vůdci indiánských povstání z 19. století, protože by to prý bylo „neprofesionální“. Z Chicaga odešel do Schenectady ve státě New York, kde pracoval pro General Electric v oddělení pro styk s veřejností. Chicagská univerzita později přijala jako jeho diplomovou práci knihu Kolíbka, s odvoláním na její antropologický obsah, a v roce 1971 mu udělila magisterský titul. Když už se zdálo, že zanechá psaní, nabídla mu Univerzita v Iowě místo učitele praktických dílen pro budoucí spisovatele. V té době se z Kolíbky stal bestseller a Vonnegut tak mohl začít pracovat na Jatkách č. 5, na knize, která je nyní považována za jednu z nejlepších amerických knih 20. století (mj. se objevila na seznamu sta nejlepších knih podle časopisu Time).
Brzy poté se Vonnegut přestěhoval do městečka Barnstable na Cape Cod v Massachusetts.

### Osobní život
Do října roku 1957, kdy mu zemřel otec, byl znám jako Kurt Vonnegut, Jr (Kurt Vonnegut ml.), poté už jen jako Kurt Vonnegut. Starším bratrem byl fyzik Bernard Vonnegut, který se zabýval atmosférou a objevil, jak uměle vyvolat déšť za pomoci jodidu stříbrného.

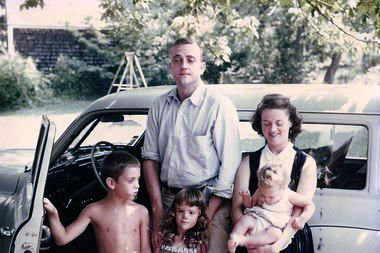
Kurt Vonnegut s rodinou (1955)

Po válce se oženil se svou láskou z dětství, Jane Marie Coxovou, v roce 1970 se ale rozešli. Rozvedli se sice až v roce 1979, už od roku 1970 ale Vonnegut žil s fotografkou Jill Krementzovou, která se později stala jeho druhou ženou. Měl sedm dětí, z toho tři vlastní z prvního manželství. Tři děti své sestry Alice adoptoval Vonnegut poté, co zemřela na rakovinu. S Jill Krementzovou pak ještě adoptovali dceru Lily. Dvě z jeho dětí vydaly vlastní knihy. Syn Mark napsal Expres do ráje, ve kterém popisuje své zážitky z konce 60. let, kdy prodělal několik těžkých záchvatů schizofrenie, až skončil na psychiatrii. Mark připustil, že sklony k duševním chorobám mohou být zčásti dědičné. Po tom, co prožil, se rozhodl studovat medicínu a ortomolekulární psychiatrii. Mark byl pojmenován po Marku Twainovi, jehož Vonnegut považoval za jednoho z amerických svatých.  Dcera Edith („Edie“) se stala malířkou. Své dílo vydala v knize Domestic Godesses (Domácí bohyně). V 70. letech byla provdána za kontroverzního novináře Geralda Riveru. Edith byla pojmenována po Kurtově matce Edith Lieberové.

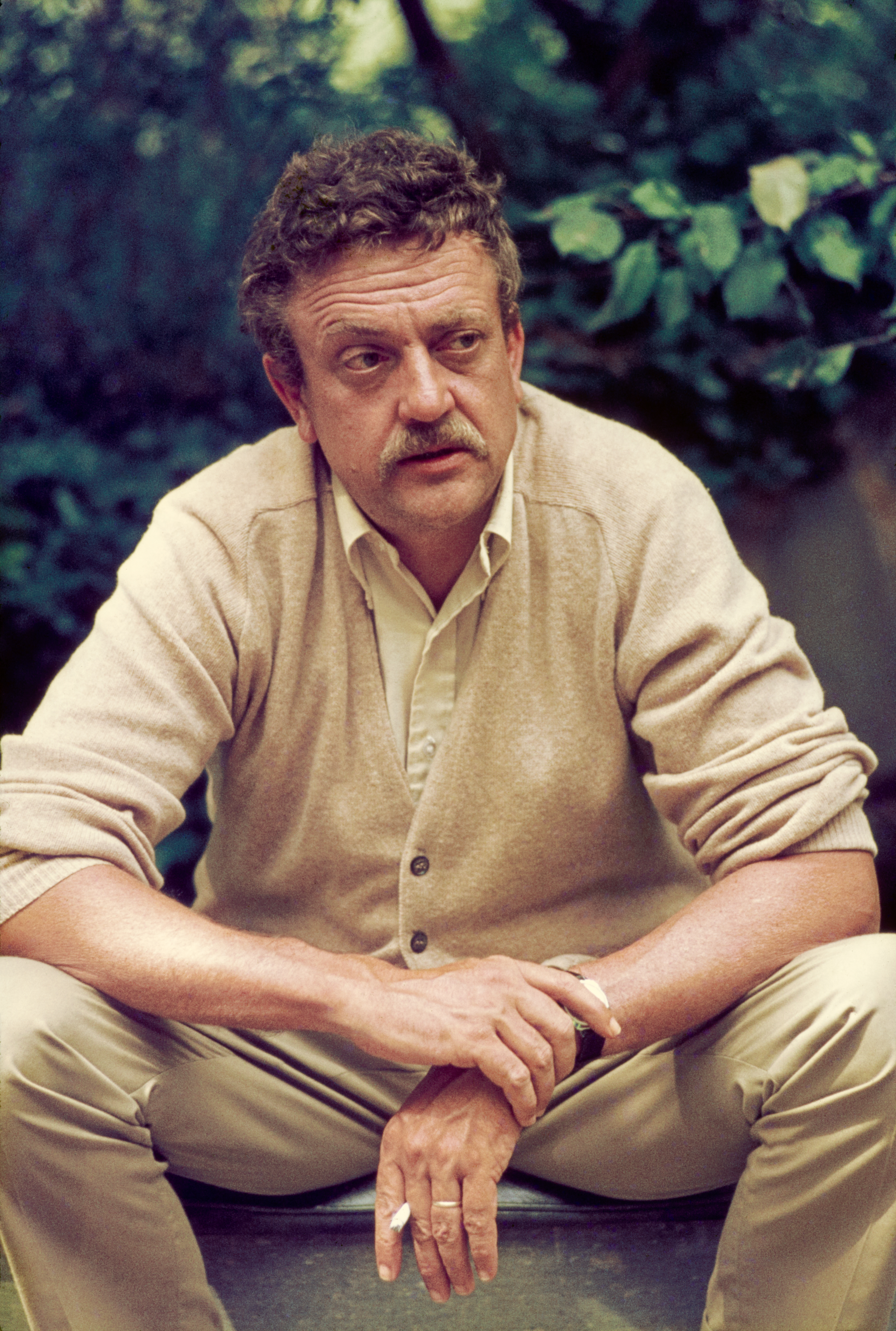
Kurt Vonnegut (1965)

Nejmladší dcera Nanette („Nanny“), pojmenovaná po Vonnegutově babičce z otcovy strany Nannete Schullové, se provdala za realistického malíře Scotta Priora. Stala se častým námětem jeho obrazů, například Nanny and Rose. Tři ze čtyř adoptovaných dětí jsou jeho vlastní synovci: James, Steven a Kurt Adams, čtvrtá je Lily, kterou adoptovali jako malou v roce 1982 (v současné době působí jako herečka a zpěvačka). James, Steven a Kurt byli adoptováni v roce 1958, kdy jim během jednoho týdne zemřeli oba rodiče. Jejich otec zahynul v osobním vlaku, který v New Jersey sjel z otevřeného zvedacího mostu, zatímco jejich matka, Vonnegutova sestra Alice, zemřela na rakovinu. V Časotřesení Vonnegut píše, že Aliciin manžel zemřel o pouhé dva dny dříve než ona. Její rodina se smrt manžela snažila před Alicí utajit, ona se to ale den před svou vlastní smrtí dozvěděla z novin New York Daily News, které ji přinesl jeden pacient. Její čtvrtý a nejmladší syn Peter Nice začal žít u rodiny svého otce v Alabamě.
Dne 11. listopadu 1999 byl po Vonnegutovi na jeho počest pojmenován asteroid 25399 Vonnegut. Dne 31. ledna 2001 zachvátil horní patro jeho domu požár. Vonnegut se nadýchal kouřových zplodin a byl převezen do nemocnice, kde se čtyři dny nacházel v kritickém stavu. Přežil, ale jeho osobní archiv byl zničen. 
Vonnegut údajně kouřil cigarety značky Pall Mall bez filtru, což označil za „stylový způsob, jak spáchat sebevraždu“.

### Smrt
Vonnegut zemřel 11. dubna 2007 ve věku 84 let, kdy podlehl těžkým následkům poranění mozku, která utrpěl po pádu v bytě na Manhattanu.

### Posmrtné pocty
- Po smrti byla Vonnegutova památka uctěna na výroční přednášce indianapoliské knihovny McFadden Memorial Lecture. Vonnegut měl pro tuto událost nachystanou řeč (nyní se o ní mluví jako o tom posledním, co v životě napsal), kterou nakonec předčítal jeho syn Mark. Proslov končí slovy: „Děkuji vám za pozornost. Mizím odsud.“ [8]

- Jako vzpomínka na Vonneguta se po jeho smrti objevila před závěrečnými titulky amerického pořadu The Daily Show Jona Stewarta slavná věta „Tak to chodí“, kterou Vonnegut sám komentoval smrt. Stewart s ním v minulosti natočil rozhovor, ve kterém Vonnegut tvrdí, že důkazem, že evoluce je řízena nějakou božskou silou, je kapavka, hroši a žirafy. Tento námět použil i ve svých kresbách. Na jedné z nich se píše: „Evoluce je strašně tvořivá. To jen díky ní máme žirafy a kapavku.“

- Režisér Michael Moore zařadil na konec svého filmu SiCKO z roku 2007 poděkování: „Děkuju za všechno, Kurte Vonnegute.“

### Kariéra spisovatele
Vonnegutova první povídka Zpráva o Barnhousově efektu byla otištěna 11. února 1950 v časopise Collier´s (později se objevila ve sbírce Vítejte v opičárně). První vydanou knihou se stal roku 1952 antiutopický román Mechanické piano (Player Piano), ve kterém je lidská pracovní síla ve velkém nahrazena stroji. Až do vydání druhého románu Sirény z Titanu (The Sirens of Titan), Vonnegut pokračoval v psaní povídek. V 60. letech se styl jeho psaní začal měnit. Od poměrně pevně strukturované Kolíbky (za kterou obdržel v roce 1971 magisterský titul) přešel ke spíše experimentální struktuře opěvovaných, poloautobiografických Jatek č. 5.
S experimentováním pokračoval i ve Snídani šampiónů (Breakfast of Champions, 1973). Kniha je plná Vonnegutových hrubých kreseb a dlouhých, navzájem nesouvisejících pasáží. Jako deus ex machina se v ní objevuje i sám autor.

„Zrovna píšeš dost špatnou knížku,“ řekl jsem sám sobě.
„Vím,“ řekl jsem si.
„Máš strach, že se zabiješ tak jako tvoje matka,“ řekl jsem.
„Vím,“ odpověděl jsem.

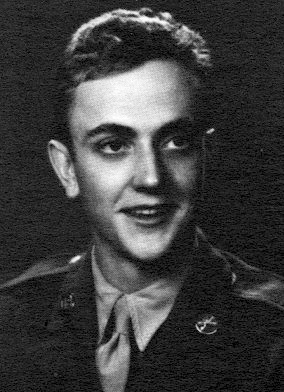
Kurt Vonnegut v době služby v armádě

Vonnegut se roku 1984 pokusil o sebevraždu, o čemž později píše v několika esejích.
Snídaně šampiónů se stala jednou z jeho nejprodávanějších knih. Kromě Vonneguta samotného v ní vystupuje i několik dalších postav, které se pak znovu objevují i v jeho dalších knihách. Jednou z nich je sci-fi spisovatel Kilgore Trout, který ve Snídani šampiónů hraje hlavní roli a mimo jiné také komunikuje s postavou autora.
Podobně jako tyto postavy najdeme v knize i témata a myšlenky, které autor používá opakovaně. Příkladem může být „led typu 9“ (hlavní wampetr v knize Kolíbka), nový druh ledu se strukturou odlišnou od běžného ledu. Když se krystal ledu typu 9 dostane do kontaktu s tekutou vodou, „stane se z něj jakési semeno, které se vzalo bůhvíodkud a naučilo atomy zbrusu novému způsobu, jak se seskupovat a vázat, jak krystalizovat a zamrzat“, čímž se přemění na led typu 9. Tento proces je poměrně těžko zvratitelný, jelikož tento led taje až při 55 °C.
Ačkoliv spousta Vonnegutových knih obsahuje sci-fi motivy, velké oblibě se těší i mimo okruh čtenářů a kritiků tohoto žánru. Velký podíl na tom jistě má i silné anti-autoritářské vyznění jeho knih. Například ve známé povídce Harrison Bergeron Vonnegut ukazuje, k jak hroznému útlaku může dojít, když se spojí étos, jakým je v tomto případě rovnostářství, s příliš velkou mocí.
Vonnegutův hlas k nám promlouvá z většiny jeho děl. Často je to skrz postavu autora sci-fi Kilgora Trouta (jehož jméno je odvozeno od jména skutečného autora sci-fi Theodora Sturgeona). Je pro něj charakteristická divoká představivost a těžký cynismus mírněný humanismem.
V předmluvě ke Snídani šampiónů Vonnegut popisuje, jak jako malý kluk viděl skupinku mužů, postižených pohybovou ataxií. Měl tehdy pocit, že muži chodí jako rozbité stroje, zdraví lidé potom musí být fungující stroje, to by tedy znamenalo, že lidé jsou bezmocnými zajatci determinismu. Tímto motivem se Vonnegut zabývá ve svém nejslavnějším románu Jatka č. 5, jejichž hlavní hrdina Billy Pilgrim "pendluje v čase" a na svůj vlastní život má tak malý vliv, že ani netuší, v jakém okamžiku svého života se tu kterou minutu ocitne.
Z Jatek č. 5 pochází také známé rčení „Tak to chodí“ ("So it goes"), které Vonnegut používá, když vypráví o smrti. Rčení se stalo sloganem odpůrců války ve Vietnamu v 60. letech 20. století. „Je v něm jednoduchost, ironie i lítost zároveň, přesně podle Vonnegutova stylu.“
Po vydání Časotřesení v roce 1997 Vonnegut prohlásil, že už nikdy žádnou knihu nenapíše. Až do své smrti v roce 2007 pokračoval ve psaní pro měsíčník In These Times, kde působil jako šéfredaktor. Zaměřoval se na všemožná témata, od současné americké politiky po popisy jednoduchých témat jako třeba cesty na poštu. V roce 2005 bylo několik jeho esejů zveřejněno v knize Muž bez vlasti, která se stala bestsellerem. Vonnegut trval na tom, že to bude jeho poslední příspěvek literatuře.
Cesta na poštu je vonnegutovskou rozpravou o tom, o co všechno nás připravilo osamělé klikání na tlačítko „Odeslat e-mail“. Jako luddita truchlí nad smrtí psacích strojů. Popisuje, co všechno dělal, než odeslal text na přepsání písařce. Nejdřív šel do novinového stánku, tam si vystál frontu, ve které mohl pozorovat lidi nebo si s nimi popovídat. Věděl, že zrovna tento stánek měl přesně ten druh obálek, jaký potřeboval. Velké obálky z konopného papíru s neobvyklým zavíráním. Buď je zavřete pomocí kovových patentek nebo je můžete olíznout. Vonnegut dělal obojí.
Popisuje také, jak měla žena, která obálky prodávala, na čele drahokam. „Tak co, nestojí to za tu cestu?“ Potom vždycky obálku vzal a donesl ji na poštu. Za přepážkou stála žena, do které byl tajně zamilován (ona o tom nevěděla, jeho žena ano) a tajně ji zbožňoval, protože se sebou každý den udělala něco, aby zlepšila svým zákazníkům náladu (buď se nějak vtipně oblékla nebo učesala). Vysvětluje, jak se na ni díval s kamennou tváří, aby své city utajil. Aniž by to přímo zmínil, Vonnegut nám tím říká, o co všechno jsme přišli kvůli pohodlnosti e-mailů.
V článku z Rolling Stone ze srpna 2006 se píše:

Vonnegut přestal pracovat na svém dlouho očekávaném románu Kdyby dnes žil Bůh (If God Were Alive Today). Říká k tomu: „Vzdal jsem to... zkrátka nebude... Armáda si mě u sebe nechávala, protože jsem uměl psát na stroji, takže jsem zapisoval dodávky zboží a podobné věci. Měl jsem z toho následující pocit: ‚Prosím, už jsem udělal všechno, co se po mně chtělo. Můžu jet domů?‘ Stejně tak se cítím i teď. Psal jsem knihy a napsal jsem jich hodně. Prosím, už jsem udělal všechno, co se po mně jen chtělo. Můžu jet domů?“

V dubnu 2008 byla Vonnegutovi posmrtně vydána kniha Armageddon in Retrospect. Obsahuje dosud nevydané povídky a také dopis, který Vonnegut napsal své rodině, když padl během 2. světové války do zajetí. Najdeme v ní také Vonnegutovy kresby a pár jeho proslovů. Předmluvu ke knize napsal Vonnegutův syn Mark.

### Kariéra designéra
Práce grafika pro Vonneguta začala jeho vlastními ilustracemi pro Jatka č. 5. Svůj talent naplno uplatnil v hojně ilustrovaném románu Snídaně šampiónů. Objevuje se zde například ilustrace řitního otvoru, ale také jiné, méně kontroverzní symboly. Postupem času se začal o grafiku, a zejména sítotisk, zajímat čím dál více (později spolupracoval s grafikem Joem Petrem III.).
V roce 2004 se Vonnegut zúčastnil projektu nazvaného „Nejlepší obaly alb, které nikdy nevznikly“ ("The Greatest Album Covers That Never Were"). Vonnegut vytvořil obal k albu skupiny Phish s názvem Hook, Line and Sinker. Jím navržený obal pak byl součástí putovní výstavy Rokenrolové síně slávy.

## Názory

### Politika
Vonnegut byl silně ovlivněn předáky raně socialistických dělnických hnutí, zvláště rodáky z Indiany Powersem Hapgoodem a Eugenem V. Debsem, z jejichž děl také často cituje. Postavy svých knih Vonnegut pojmenoval jak po Debsovi (Eugene Debs Hartke v Hokusu Pokusu a Eugene Debs Metzger v Ostroočkovi), tak po jednom z vůdců ruských komunistů Lvu Trockém (Leon Trotskij Trout v Galapágách). Celý život byl členem americké organizace na ochranu lidských práv American Civil Liberties Union a stal se také tváří jedné z jejich kampaní.
Vonnegut se opakovaně zabýval morálními a politickými otázkami, i když, aspoň ve svých románech, jen zřídka jmenuje konkrétní politické postavy. Výjimkou je například název knihy Bůh ti žehnej, Dr. Kevorkiane, který odkazuje na kontroverzního zastánce asistovaných sebevražd Jacka Kevorkiana.
Ve sloupcích pro měsíčník In These Times útočil na Bushovu administrativu a válku v Iráku. „Copak tím, že řeknu, že naši lídři jsou šimpanzi opilí mocí, hrozí, že zničím morálku našich vojáků, kteří bojují a umírají na Blízkém východě?“ píše. „Jejich morálka už je rozstřílená na kusy, stejně jako spousta lidských těl. Jedná se s nimi tak jako se se mnou nikdy nejednalo, jako s hračkou, kterou dostane bohaté dítě k Vánocům.“ In These Times ho cituje: „Jediný rozdíl mezi Hitlerem a Bushem je, že Hitler byl právoplatně zvolen.“
V Muži bez vlasti Vonnegut píše, že „George W. Bush kolem sebe shromáždil dvojkaře ze smetánky, kteří nemají ponětí o historii nebo zeměpise, plus ne zas tak příliš skryté rasisty, známé též pod názvem křesťané, plus, což je ještě děsivější, psychopatické osobnosti neboli PO, což je lékařský termín pro schopné, příjemné lidi, kteří nemají svědomí.“ Volby v roce 2004 nesledoval s přílišným optimismem. O Bushovi a Johnu Kerrym prohlásil, že „je jedno, kdo z nich vyhraje, tak jako tak budeme mít za prezidenta člena Skull and Bones, a to v době, kdy se kvůli tomu, jak jsme otrávili veškerou půdu, vodu a atmosféru, ze všech obratlovců kvapem stanou jen lebky a kosti.“
V roce 2005 v interview pro The Australian na otázku, jaký má názor na moderní teroristy, odpověděl: „Považuji je za velice statečné lidi.“ Když na něj novinář David Nason, který rozhovor vedl, naléhal, ať odpověď rozvede, Vonnegut dodal: „[Sebevražední atentátníci] umírají, aby si sami sebe mohli vážit. Je strašné, když někoho zbavíte vlastní sebeúcty. Je to jako by vaše kultura nic neznamenala, jako by vaše rasa nic neznamenala, jako byste ani vy sami nic neznamenali. Je sladké a ušlechtilé, aspoň hádám, že to musí být sladké a čestné, zemřít za něco čemu věříte.“ (Poslední věta je buďto narážka na Horatiovy Ódy a jejich verš „Dulce et decorum est pro patria mori“, tj. Sladké a čestné je zemřít za vlast, nebo na Wilfreda Owena, jenž verš ironicky použil ve své básni Dulce Et Decorum Est.) Naston pak Vonneguta osočil, že je „stařec, který už nechce dál žít … a protože si nenašel nic smysluplnějšího, co by ho udržovalo naživu, myslí si, že je bůhvíjak zajímavé bránit teroristy.“ Vonnegutův syn Mark na článek reagoval komentářem pro Boston Globe, ve kterém vysvětluje příčiny otcovy „provokativní pózy“. Píše, že: „Pokud tito komentátoři dokáží do takové míry nepochopit a podcenit naprosto nehlídaného 83letého anglicky mluvícího muže s rozsáhlou sbírkou veřejně přístupných dokumentů, kde najdeme přesně to, co si myslí, možná bychom se měli začít bát toho, jak jsou schopni porozumět nepříteli, kterého si nedovedou ani pojmenovat.“
V interview pro Rolling Stone z roku 2006 se píše: „Nelze se divit, že opovrhuje vším, co se týká války v Iráku. Remcá kvůli více než 2500 americkým vojákům zabitých v, podle něj, zbytečném konfliktu.“ „Upřímně, kéž by byl prezidentem Nixon,“ naříká Vonnegut, „Bush je takový ignorant.“

### Náboženství
Sám o sobě někdy Vonnegut mluvil jako o skeptikovi, volnomyšlenkáři, humanistovi, unitářském univerzalistovi, agnostikovi nebo ateistovi.
Na náboženství měl Vonnegut dost neobvyklý a nekonvenční názor. Ačkoliv odmítal božskou podstatu Ježíše, byl jeho zaníceným obdivovatelem a věřil, že jeho vlastní humanismus formovalo hlavně Ježíšovo Kázání na hoře.
I když o sobě říkal, že je agnostik a ateista, o Bohu mluvil často. Jednou napsal, že jeho epitafem by mělo být: „Jako důkaz boží existence mu stačila hudba.“ Navzdory jeho tvrzení, že za náboženství zdědil volnomyšlenkářství, humanismus a agnosticismus a že je unitář, mluvil o sobě také jako o nereligiózním. Ve článku vydaném American Humanist Association (jíž byl Vonnegut čestným členem) se uvádí, že „jeho názory jsou naprosto sekulární.“
Vonnegut sám sebe nazýval náboženským skeptikem, který nevěří na nadpřirozeno. Náboženské doktríny považoval za „despotické a očividně vymyšlené slátaniny“ a věřil, že lidé se dávají k náboženství z pocitu osamění.
Vonnegut pocházel z rodiny německých volnomyšlenkářů, kteří byli ke „konvenčním náboženským názorům“ dost skeptičtí. Jeho pradědeček Clemens Vonnegut je autorem volnomyšlenkářské knihy Poučení o morálce (Instruction in Morals). Napsal si také proslov k vlastnímu pohřbu, ve kterém popřel existenci Boha, posmrtný život a křesťanské doktríny o hříchu a spasení. Tento proslov Kurt Vonnegut uveřejnil v knize Květná neděle, kde tyto volnomyšlenkářské názory označil za své „zděděné náboženství“ a prohlásil, že zůstává záhadou, jak se jen mohly dostat až k němu.
Humanismus Vonnegut považoval za moderní formu volnomyšlenkářství, obhajoval ho v několika textech, proslovech a interview. Byl spjat i s humanistickými organizacemi, stal se například Laureátem humanismu Mezinárodní akademie humanismu založené Radou pro sekulární humanismus. Po Isaacu Asimovovi převzal post čestného prezidenta Americké humanistické organizace (American Humanist Association, AHA) a zůstal jím až do své smrti. V jednom z dopisů členům AHA napsal: „Jsem humanista, to, aspoň částečně, znamená, že se snažím chovat slušně, aniž bych za to po smrti čekal nějakou odměnu či trest.“
Vonnegut se označoval za unitáře nebo unitářského univerzalistu a jednu dobu byl i členem unitářské obce. V Květné neděli najdeme jeho kázání pro 1. farnost unitářské církve v Cambridgi ve státě Massachusetts. V kázání, mimo jiné, mluví i o zakladateli unitářství v USA Williamu Ellery Channingovi. V roce 1986 Vonnegut řečnil před shromážděním unitářských univerzalistů v newyorském Rochesteru a tato řeč pak byla zveřejněna v Osudech horších než smrt. V této knize je i text mše, kterou Vonnegut napsal pro sbor univerzálních unitářů v Buffalu. Vonnegut unitářství popisuje jako náboženství, ke kterému se přidala velká část jeho volnomyšlenkářské rodiny, když začali být volnomyšlenkáři a jiní němečtí „nadšenci“ během světových válek v Americe značně neoblíbení. Vonnegutovi rodiče byli oddáni unitářským knězem a i jejich syn jednu chvíli usiloval o to, takovým knězem se stát. Internetová stránka Asociace unitářských univerzalistů má na seznamu svých slavných členů Vonnegutovo jméno.

### Psaní
Ve sbírce povídek Tabatěrka z Bagomba Vonnegut vyjmenovává osm pravidel pro psaní povídek:
1. Využijte čas naprostého cizince takovým způsobem, aby si dotyčný či dotyčná nemysleli, že ho zbytečně promrhali.
2. Nabídněte čtenáři aspoň jednu postavu, které by mohl fandit.
3. Každá postava by měla něco chtít, byť třeba jen sklenici vody.
4. Každá věta musí udělat jednu ze dvou věcí – poodhalit postavu nebo posunout děj o kousek dál.
5. Začněte co nejblíž u konce.
6. Buďte sadista. Ať jsou vaše postavy sebehodnější a sebenevinnější, proveďte jim něco hrozného, aby čtenář viděl, z jakého jsou těsta.
7. Pište tak, abyste potěšili jen jednoho člověka. Když otevřete okno a začnete objímat celý svět, váš příběh dostane zápal plic.
8. Nabídněte svým čtenářům co nejvíc informací v co nejkratší době. K čertu s napětím. Čtenáři by měli být v obraze do takové míry, že by byli schopni příběh dokončit sami, kdyby náhodou posledních pár stránek sežraly myši.

Dodává, že Flannery O'Connorová „porušovala prakticky všechny z výše vypsaných zásad kromě první“ a že „velcí spisovatelé k tomu mají sklony“.
V 18. kapitole Květné neděle nazvané "Sexuální revoluce" Vonnegut svá vlastní díla známkuje. Poznamenává, že známky ho „nezařazují do literární historie“ a že srovnává pouze „sám sebe se sebou samým“. Hodnocení bylo následující:
- Mechanické piano: B
- Sirény z Titanu: A
- Matka Noc: A
- Kolíbka: A-plus
- Žehnej vám Pánbůh, pane Rosewatere: A
- Jatka č. 5: A-plus
- Vítejte v pavilonu opic: B-minus
- Happy Birthday, Wanda June: D
- Snídaně šampiónů: C
- Groteska: D
- Kriminálník: A
- Květná neděle: C

Poslední řádky, které Vonnegut ve své poslední knize napsal, znějí:

Až kvůli nám umře
poslední živý tvor,
jak by bylo poetické,
kdyby Země mohla říct
hlasem zvedajícím se
možná
ze dna
Velkého kaňonu:
“Je po všem.“
Lidem se tu nelíbilo.

### Ve filmech
- Sám sebe si Vonnegut zahrál v komedii z roku 1986 Návrat do školy (Back to School). V ní si ho najme bohatý Thorton Melon (hraje ho Rodney Dangerfield), aby za něj napsal esej na téma romány Kurta Vonneguta. Když profesor Turner zjistí, že Melon není autorem práce prohlásí: „Ať to napsal kdo chce, nemá o Kurtu Vonnegutovi ani tucha.“

- Vonnegut se krátce objevil i ve filmových adaptacích jeho románů Matka noc a Snídaně šampiónů. Matku noc natočil Keith Gordon, který hrál Melonova syna ve filmu Návrat do školy.

- Jako host se objevil na DVD kapely 1 Giant Leap z roku 2002. Jeho producenti prohlásili: „Tím pravděpodobně nejneuvěřitelnějším výsledkem celé naší produkční činnosti bylo, že jsme dosáhli toho, že nám Kurt Vonnegut poskytnul rozhovor.“ Vonnegut ve filmu říká, že „hudba je pro mě důkazem, že existuje Bůh. Je neobyčejně nabita kouzly. V těžkých životních obdobích poslouchám hudbu, tolik to změní.“

- Na nahrávce s Manhattanským komorním orchestrem Vonnegut vypráví dvě oratoria, která napsal se skladatelem Davem Soldierem. K napsání Příběhu vojáka ("A Soldier´s Story") ho inspirovala poprava vojína Eddieho Slovika, Balada ledu typu 9 ("Ice-9 Ballads") je adaptací Kolíbky.

- Vonnegut se krátce objevuje v dramatickém dokumentu American Rulling Class z roku 2005, kde hraje sám sebe.

- Krátce se objevuje i v holandském vydání dokumentu BBC D-Day to Berlin. The Allies Journey to Victory z roku 2005, kde líčí své vzpomínky na bombardování Drážďan.

### V popkultuře
- Existuje jedna rozšířená fáma, že když Vonnegut v roce 1997 pronášel řeč na promocích studentů Massachusettského technologického institutu, dal studentům jednoduchou radu „Noste sluneční brýle.“ Namísto Vonneguta ovšem ve skutečnosti ten rok na promocích vystoupil Kofi Annan. Tento text, neprávem připisovaný Vonnegutovi (a který později namluvil a vydal režisér Baz Luhrmann), je ve skutečnosti článek, který vyšel Mary Schmichové v jejím pravidelném sloupku pro Chicago Tribune 1. června 1997. Toto nedorozumění patrně vzniklo na základě Vonnegutova prohlášení v God Bless You Dr. Kevorkian:

Přeji každému dlouhý a šťastný život, ať už se nakonec změní v cokoliv. Používejte sluneční brýle! Nekuřte cigarety. Doutníky jsou v pořádku. ... Střelné zbraně taky. ... Střelný prach neobsahuje žádný tuk ani cholesterol. Totéž platí i o střelách dumdum.

- V roce 1974 vyšla kniha Philipa José Farmera nazvaná Venus on the Half-Shell. Byla napsána ve Vonnegutově stylu a jako autor byl uveden Kilgore Trout. To mnohé čtenáře zmátlo. Dokud pravé autorství nevyšlo najevo, mnozí předpokládali, že knihu musel napsat sám Vonnegut. Ten poté prohlásil, že ho to „nepobavilo“. Ve vydání časopisu The Alien Critic, který se zabývá hlavně recenzemi sci-fi, Farmer tvrdí, že mu Vonnegut osobně volal a byl na něj velice rozčilený a sprostý.

- Ve filmu Deník Bridget Jonesové z roku 2001 je popsána fiktivní kniha Kafkův motocykl jako „vonneguteskní“.

- Psychedelická rocková kapela Nebula nazvala jednu ze svých písní So It Goes, podle populárního refrénu z Vonnegutových Jatek č. 5, na které celá píseň odkazuje.

- Kapela Ambrosia nazvala jeden svůj hit, inspirovaný Kolíbkou, Nice, Nice, Very nice.

- Na konci romantické komedie Poslední mejdan hlavní hrdina Preston říká, že bude chodit na kurzy psaní ke Kurtu Vonnegutovi.

- Album Sometimes kapely City and Colour obsahuje píseň In the Water I Am Beatiful. Název písně cituje část předmluvy k Vítejte v opičárně.

- Raper Kyle Lucas po Vonnegutovi pojmenoval svou kapelu Vonnegutt. Jejich první CD neslo název The Vice-Nine Ep, podle ledu typu 9 (Ice-Nine) z Vonnegutovy Kolíbky.

- V jedné epizodě seriálu Myšlenky zločince vyjde najevo, že Prentiss a Morgan jsou Vonnegutovými vášnivými fanoušky a povídají si o Matce Noci a Jatkách č. 5.

- V jedné epizodě seriálu Ztraceni, postava Desmonda začne „pendlovat v čase“, podobně jako hlavní představitel Jatek č. 5 Billy Pilgrim. V jiném dílu zase Michael sleduje zábavnou show, ve které se na Vonneguta a Jatka č. 5 ptají v jedné z otázek.

- Na albu skupiny Born Ruffians Red, Yellow & Blue najdeme píseň nazvanou Kurt Vonnegut.

- Album Petra Hapky s názvem Citová investice také obsahuje píseň s názvem Kurt Vonnegut.

- Na albu skupiny Dybbuk nazvaném Ale čert to vem najdeme píseň o Kilgoru Troutovi. Cituje se v ní ze Snídaně šampiónů:

jaký je smysl života?
no přece
být očima a taky
být ušima a taky
být vědomím
stvořitele vesmíru

V knize je ovšem: "Být očima a ušima a svědomím Stvořitele vesmíru, ty troubo." (překlad Jaroslava Kořána)
- Termín „rozcapený bobr“ (wide-open beaver) pochází z Vonnegutovy knihy Snídaně šampiónů (český překlad pochází od Jaroslava Kořána).

- Samostatnou kapitolou by mohly být citace Vonnegutových prací v dílech režiséra Petra Zelenky. Například titul Zelenkova povídkového filmu Knoflíkáři vysvětluje Vonnegut v Květné neděli a Muži bez vlasti. Myšlenka vícepohlavních mimozemšťanů z filmu Samotáři zase vychází z Jatek č. 5 a podobně by se dalo pokračovat.

- Jeden z hlavních hrdinů (spisovatel Danny Angel) knihy Poslední noc na Klikaté řece Johna Irvinga se během svého života a práce na univerzitě v Iowa City v 70. letech 20. století přátelí přímo s Kurtem Vonnegutem. Sám Irving byl po jistou dobu Vonnegutovým studentem.
- Ernest Cline několikrát zmiňuje jméno Kurta Vonneguta ve svém sci-fi románu Ready Player One (2011).

### Vonnegut v Československu
- Vonnegut zhlédl divadelní adaptaci Dobrý den pane Rosewater v brněnském divadle Husa na provázku (1982). Následovala beseda s diváky.
- V roce 1985 spolu s členy Jazzové sekce sázel stromky v Praze na Kačerově.
- Česká undergroundová skupina The Plastic People of the Universe zhudebnila několik z jeho básní.

## Dílo
Vonnegut byl proti své vůli spojován s undergroundovým hnutím – stal se sice jeho kultovním autorem, nikdy s ním ale neměl nic společného a ani po tom prý netoužil.
Nic společného nechtěl mít ani se sci-fi a ačkoliv používal prostředí budoucnosti, tvrdil, že to dělá proto, aby ozvláštnil své prózy. Jeho dílo však science-fiction výrazně ovlivnilo.
Objevují se u něj i znaky postmodernismu (míšení reálných a fantaskních prvků, žánrů, využívání pokleslé literatury, ironie…), a protože se proti tomuto zařazení neohradil, bývá sem i řazen. Často bývá označován jako spisovatel posledního soudu, což je asi nejvýstižnější označení, jaké je s jeho osobností spojováno.
Vonnegut využíval prolínání mnoha stylů – grotesky, surrealismu, sci-fi s filozofickými úvahami o smyslu lidské existence, využíval i impresionistickou techniku spojování krátkých scén a černý humor. Značné popularity dosáhl i díky tomu, jak tyto techniky dokázal skloubit do originálních myšlenek.

### Seznam děl
- Mechanické piano (Player Piano, 1952, přel. Jaroslav Kořán, 1979) Dystopický román o automatizované americké společnosti v době po třetí světové válce. Hlavní děj sleduje inženýra Paula Protea, jenž postupně ztrácí víru v průmyslový systém, který nahradil lidskou práci stroji a rozdělil společnost na technokratickou elitu a zbídačené obyvatelstvo v oblasti zvané Homestead.
- Sirény z Titanu (The Sirens of Titan, 1959, přel. Jaroslav Kořán, 1985) Sci-fi román o Malachim Constantovi, jehož život je ovlivněn vesmírnými silami. Cestuje mezi planetami, zaplete se do neúspěšné války s Marťany a nakonec skončí na Titanu. Zjistí, že celý lidský vývoj byl řízen mimozemšťany, aby doručili malý náhradní díl robotovi.
- Matka noc (Mother Night, 1961, přel. Zbyněk Ryba, 1992; přel. Miroslav Jindra, 2008) Román psaný jako paměti Howarda W. Campbella Jr., Američana žijícího v Německu, který během druhé světové války působil jako nacistický propagandista a zároveň tajně předával kódované zprávy americké zpravodajské službě. Po válce žije anonymně v USA, ale minulost ho dostihne. Jeho život se rozpadá poté, co je zrazen, uvězněn a konfrontován se svou rolí ve válce.
- Kolíbka (Cat's Cradle, 1963, přel. Jaroslav Kořán, 1976) Satirický sci-fi román o spisovateli, který při pátrání po vynálezci atomové bomby odhalí existenci látky zvané Ice-nine, schopné okamžitě zmrazit veškerou vodu. Příběh ho zavede na ostrov San Lorenzo, kde se setká s náboženstvím Bokononismem a rodinou vynálezce. Ice-nine nakonec způsobí globální katastrofu a téměř vyhlazení lidstva.
- Žehnej vám Pánbůh, Pane Rosewatere (God Bless You, Mr. Rosewater; or, Pearls Before Swine, 1965, pro Státní divadlo v Brně přeložil Jaroslav Kořán, 1982) Eliot Rosewater, dědic rodinného bohatství, se snaží pomáhat obyčejným lidem v chudém Rosewater County. Jeho idealismus narazí na odpor rodiny i právníků, kteří se ho snaží prohlásit za šíleného, aby majetek přešel na jeho bratrance.
- Jatka č. 5, aneb Křížová výprava dětí (Slaughterhouse-Five; or, The Children's Crusade, 1969, přel. Jaroslav Kořán, 1973) Protiválečný román o Billym Pilgrimovi, americkém vojákovi, který přežil bombardování Drážďan během druhé světové války. Díky své traumatizované mysli "cestuje časem" mezi různými obdobími svého života a věří, že byl unesen mimozemšťany z planety Tralfamadore.
- Snídaně šampiónů (Breakfast of Champions; or, Goodbye, Blue Monday, 1973, přel. Jaroslav Kořán, 1981) Satirický román o setkání neúspěšného sci-fi spisovatele Kilgora Trouta a psychicky labilního obchodníka Dwayna Hoovera. Hoover si špatně vyloží Troutovu knihu jako poselství od Boha, že jedině on má svobodnou vůli, a propadne šílenství. Po násilném výbuchu končí v ústavu, zatímco Trout se stane slavný. Autor se v příběhu objevuje jako postava a zasahuje do děje jako stvořitel celého světa.
- Groteska, aneb už nikdy sami (Slapstick; or, Lonesome No More, 1976, přel. Jaroslav Kořán, 1981) Satirický román ve formě autobiografie bývalého prezidenta Dr. Wilbura Swaina, který společně se svou sestrou Elizou vytvořil plán na odstranění osamělosti pomocí umělých příbuzenských vztahů. Tento systém založený na náhodně přiřazených jménech a číslech sjednocuje americkou společnost i během jejího kolapsu.
- Kriminálník (Jailbird, 1979, přel. David Hájek, 1995)
- Ostroočko (Deadeye Dick, 1982, přel. David Hájek, 1996)
- Galapágy (Galápagos, 1985, přel. Jan Jirák, 1998)
- Modrovous (Bluebeard, 1987, přel. Jan Jirák, 2000)
- Hokus pokus (Hocus Pocus, 1990, přel. David Hájek, 1995)
- Časotřesení (Timequake, 1997, přel. Jiří Popel, 1998)

#### Sbírky povídek
- Canary in a Cathouse (1961)
- Vítejte v opičárně (Welcome to the Monkey House, 1968, přel. David Hájek, 1994)
- Wampeters, Foma and Granfalloons (1968)
- Květná neděle (Palm Sunday, přel. Matěj Turek, 2004)
- Nothing is Lost Save Honor (1984)
- Osudy horší než smrt (Fates Worse Than Death: an Authobiographical Collage, 1990, přel. David Hájek, 1996)
- Tabatěrka z Bagomba (Bagombo Snuff Box, 1999, přel. Jiří Popel, 2001)
- Pánbůh vám požehnej, doktore Kevorkiane (God Bless You, Dr Kevorkian, 1999, přel. Zdeněk Beran, 2009)
- Muž bez vlasti (A Man Without a Country, 2005, přel. Jiří Rambousek, 2006)
- Armagedon (Armageddon in Retrospect, 2008, přel. Zdeněk Beran, 2010)
- Look at the Birdie (2009)

#### Divadelní hry
- Penelope (1960) – v roce 1970 předěláno na Happy Birthday, Wanda June
- Fortitude (1968) – jednoaktovka, ze sbírky Human-Machines: An Anthology of Stories About Cyborgs
- Between Time and Timbuktu; or, Prometheus-5: a Space Fantasy (1972) – televizní hra na motivy Vonnegutových knih
- Requiem (1987)
- Make Up Your Mind (1993)
- Miss Temptation (1993)
- L'Histoire du Soldat (1993)